# Cepitá (kommun)
Cepitá är en kommun i Colombia.   Den ligger i departementet Santander, i den centrala delen av landet, 270 km nordost om huvudstaden Bogotá. Antalet invånare är 2 022.